# Kambladhøne
Kambladhøne (latin: Irediparra gallinacea) er en fugl, der lever omkring det malaysiske øhav og i det nordlige Australien. Den tilhører bladhønsefamilien i ordenen mågevadefugle.